# 哈拉丁族
在托爾金（J. R. R. Tolkien）的小說裡，哈拉丁族（Haladin）或哈麗絲族（House of Haleth）是伊甸人（Edain）的第二個種族。他們是哈達德（Haldad）的後裔，但該族以哈達特的女兒哈麗絲（Haleth）命名，哈萊斯帶領她的子民由貝爾蘭（Beleriand）東部抵達貝西爾（Brethil）。他們是一個隱世的種族，擁有黑髮，身形上較比歐族人矮小。哈拉丁族人與其他人類保持著距離。哈拉丁族人的語言也與其他伊甸人不同。
哈拉丁族最初居住在薩吉理安（Thargelion），他們並不想與比歐族（House of Bëor）和哈多族（House of Hador）一同居住在伊斯托拉德（Estolad）。哈拉丁族人卻受半獸人侵襲，大量哈拉丁族人被殺。剩餘的哈拉丁族人在哈麗絲及其後裔旗下繼續頑抗，堅守在一個柵寨，直至諾多族（Noldor）拯救了他們。卡蘭希爾（Caranthir）佩服他們的德行，為他們提供土地，但哈麗絲拒絕了。後來，哈拉丁族人聚居在貝西爾，他們甚少參與#戰事。

哈拉丁族由哈達爾（Haldar）後裔哈達特統治，布蘭達（Brandir）亦是哈拉丁族的首領，他被圖林·圖倫拔（Túrin Turambar）所殺。
胡林（Húrin）卻為哈拉丁族帶來災難，他挑起了一場戰爭殺死了所有哈達特後裔，並帶領大部分哈拉丁族人向南前往納國斯隆德（Nargothrond），但他將寶慶移交給埃盧·庭葛（Elu Thingol）後遺棄了他們。
多瑞亞斯王國滅亡後，哈拉丁族幾近滅絕，或者成為另一種族。一部分倖存的哈拉丁族人確實抵達了努曼諾爾（Númenor），他們可能與其他生還者逃往西瑞安河口（Mouths of Sirion），其他則跟隨比歐族及哈多族人逃往努曼諾爾。
雖然部分哈拉丁族人穿越了伊瑞德隆（Ered Luin），有一些留在伊利雅德（Eriador）及住在關絲洛河（Gwathló）沿河地區，但他們的後裔則是登丹人（Drúedain）及登蘭德人（Dunlendings）。